# Master of Puppets (album Dream Theater)
Master of Puppets – oficjalny bootleg progresywnometalowego zespołu Dream Theater wydany w 2004 roku. Zawiera covery utworów zespołu Metallica.

## Lista utworów
1. "Battery" 5:15
2. "Master of Puppets" 8:45
3. "The Thing That Should Not Be" 7:04
4. "Welcome Home (Sanitarium)" 6:43
5. "Disposable Heroes" 8:11
6. "Leper Messiah" 5:58
7. "Orion" [instrumentalny]" 9:20
8. "Damage, Inc." 6:32